# Véga (comics)
Pour les articles homonymes, voir Véga (homonymie) et Northstar.
Jean-Paul Beaubier, alias Véga (« Northstar » en version originale) est un super-héros évoluant dans l'univers Marvel de la maison d'édition Marvel Comics. Créé par le scénariste Chris Claremont et le dessinateur John Byrne, le personnage de fiction apparaît pour la première fois dans le comic book X-Men (vol. 1) #120 en avril 1979.
Membre de la Division Alpha, puis des X-Men, Jean-Paul Baubier est un mutant et le frère de Jeanne-Marie Beaubier, alias Aurora. 
Il est notamment connu pour avoir été l'un des premiers super-héros homosexuels dans les comics américains (avant 1983, son orientation sexuelle n'était pas précisée). Dans Astonishing X-Men #51 en juin 2012, il se marie avec son compagnon, Kyle Jinadu, ce qui était à cette date la première représentation d'un mariage de même sexe dans les bandes dessinées grand public.

## Biographie du personnage

### Origine et parcours
Jean-Paul Beaubier nait dans une famille de canadiens français. Ses parents meurent dans un accident de voiture quand il est encore enfant. Lui et sa sœur jumelle Jeanne-Marie sont alors séparés. Jean-Paul est adopté. Il devient un adolescent rebelle et colérique.
Jeune adulte, Beaubier rejoint le Front de libération du Québec, un groupe se battant pour l'indépendance du Québec par rapport au Canada. Mais il est rapidement dégoûté par les méthodes du groupe et renonce au terrorisme.
Beaubier rejoint alors la Division Alpha, un groupe de super-héros financé par le gouvernement canadien, où il retrouve sa sœur Jeanne-Marie, qui a pris le nom d'Aurora. Lui prend le nom de Véga et reste plusieurs années dans l'équipe. Beaubier se montre fréquemment borné et impulsif, et se dispute souvent avec d'autres membres de l'équipe, surtout avec Sasquatch, qui est attiré par sa sœur. Ces relations sont d'autant plus compliquées qu'Aurora souffre de troubles de la personnalité.
Pendant une courte période, Véga quitte la division pour devenir skieur professionnel. Il participe aux Jeux olympiques, mais est contraint de rendre ses médailles quand il est prouvé qu'il a utilisé ses pouvoirs de mutant pour battre ses adversaires.
Après son retour dans l'équipe, Véga adopte un bébé orphelin appelé Joanne, qui est infectée par le virus du SIDA. Après la mort de l'enfant, Véga révèle aux autres membres de la Division Alpha et au public son homosexualité.
Après le démantèlement de la division, Véga écrit un mémoire titré Né normal (Born Normal) à propos de ses expériences en tant que mutant et homosexuel. Plus tard, Jean Grey des X-Men le recrute pour une équipe devant sauver le Professeur Xavier de son ennemi Magneto.
À la demande du Professeur Xavier, Véga rejoint ensuite les X-Men à plein temps. Il est toujours borné et prompt aux disputes avec les autres membres de l'équipe, mais reste avec eux. Il se lie d'amitié avec Annie Ghazikhanian, une infirmière de l'institut Xavier.
Dans le numéro #25 de la série Wolverine, un Wolverine à l'esprit contrôlé tue Véga après avoir tenté de tuer Kitty Pryde. Véga ne reste pas mort très longtemps : l'HYDRA, le groupe qui a lavé l'esprit de Wolverine, forme une alliance avec le culte de « L'aube de la lumière blanche » (Dawn of the White Light) et le groupe d'assassins ninjas nommé La Main (Hand). Cette alliance recrute des nouveaux éléments en tuant des super-héros et en les ressuscitant ensuite, en leur lavant le cerveau au passage. Ils font subir ce traitement à Wolverine et Elektra (tuée par un certain Gorgon). Dans Wolverine #26, Véga est ressuscité comme assassin d'HYDRA.
Grâce à Wolverine, le SHIELD le récupère en secret et tente de le déconditionner. On le revoit quelque temps après, manipulé avec sa sœur par des mutants à la poursuite de Dents-de-sabre. Après quoi Véga rejoint les X-Men, basés alors à Utopia. Il épousera Kyle Jinadu. Cela constituera un des premiers mariages gay dans un comics grand public) 
Il dirige une équipe appelée « Alpha Squadron » dans la nouvelle série Nouveaux Mutants, devenue New X-Men: Academy X.

### Homosexualité
Sur les forums de son site internet, John Byrne déclare qu'au lancement de la série en 1983, les personnages de la Division Alpha n'avaient que peu de personnalité, et qu'il avait décidé de les remanier un peu. « L'une des premières choses qui me vint à l'esprit fut d'en faire un gay » déclara Byrne.

« J'avais lu récemment un article dans Scientific American à propos de ce qui — à l'époque [au début des années 1980] — pouvait faire que quelqu'un était homosexuel, et il tendait à montrer des causes génétiques et pas seulement environnementales. Alors j'ai pensé qu'il était temps de faire un super-héros gay, et comme j'étais "forcé" de donner de la profondeur à la Division Alpha, je pouvais tant qu'à faire rendre l'un d'eux gay. »

— John Byrne.
Byrne passa en revue les personnages de l'équipe pour trouver le plus approprié. « Je me suis décidé pour Jean-Paul, et au moment où je le faisais j'ai réalisé qu'il l'était déjà. Quelque part dans mon esprit, je l'avais considéré comme gay avant même d'en prendre la décision. Bien sûr, à l'époque, les instances au "pouvoir" et le code des comics ne pouvaient pas me laisser déclarer que Jean-Paul était homosexuel, mais j'ai réussi à le faire savoir, malgré ces barrières. »
L'éditeur en chef de Marvel Comics, Jim Shooter, avait décrété qu'il ne pouvait pas y avoir de super-héros gay dans l'univers Marvel, et l'avait interdit à ses auteurs. Byrne s'efforça de suggérer que Véga était homosexuel, sans jamais le dire explicitement.
Le successeur de Byrne, Bill Mantlo, écrivit une histoire dans laquelle Véga était atteint d'une maladie étrange. Mantlo voulait révéler que la maladie était le SIDA et tuer le personnage dans le numéro #50. Mais les éditeurs intervinrent et Mantlo changea son scénario, faisant de cette maladie un sortilège. Véga fut présenté comme étant en réalité une fée. Il y avait ici une allusion peut-être volontaire à l'homosexualité du personnage, car le terme fairy qui signifie fée en anglais désigne aussi les gays en argot.
Dans le numéro #106 de la Division Alpha (1992), le scénariste Scott Lobdell eut finalement la permission de faire prononcer à Véga les mots « Je suis gay ». Cet événement généra une certaine publicité dans la presse généraliste, et ce numéro #106 fut épuisé en une semaine, malgré le fait que la série n'était pas très populaire.
Même si Véga n'était pas le premier super-héros gay (trois personnages des Watchmen (1986) l'étaient déjà), il était le seul à avoir un rôle permanent dans une série toujours en cours. Les personnages de Véga et Destinée ont de plus été créés depuis plusieurs années avant que leur homosexualité ne soit dévoilée.
Le coming out de Véga fut très controversé, et on analysa plusieurs de ses aventures, de la première série Division Alpha qui se termina en 1994 en passant par une mini-série qui raconte sa recherche d'Aurora.
En 2001, les vues de la société sur l'homosexualité ont bien changé. À cette date, l'orientation sexuelle de Véga joue même un large rôle dans l'histoire puisqu'il rejoint une équipe de X-Men dont une autre recrue - Paulie Provenzano - est extrêmement homophobe. Même si les deux personnages commencent leur mission comme des ennemis, ils finissent par faire la paix.
Quand Véga devient un membre à part entière des X-Men en 2002, les scénaristes n'hésitent plus à jouer avec son orientation sexuelle. Véga tombe même amoureux d'un ancien des X-Men, Iceberg, mais il doit vite se faire une raison devant l'évidente hétérosexualité de ce dernier (même si on découvrira dans Uncanny X-Men qu'il est gay). Véga devient vite un professeur plus qu'un membre actif ; son rôle dans la série est aujourd'hui très mineur.

### Ultimate X-Men
Dans la série des Ultimate X-Men, Jean-Paul est membre du lycée d'Emma Frost, il a d'abord été approché par l'équipe du professeur Xavier. Il est devenu le petit ami de Colossus, qui est homosexuel dans cette série et qui, à ce jour, réside avec lui.

## Pouvoirs et capacités
Jean-Paul Beaubier est un mutant dont les pouvoirs incluent la possibilité d'utiliser les mouvements atomiques de ses propres molécules pour se propulser à des vitesses surhumaines et voler dans les airs. Il émet alors une douce lumière bleue.
En complément de ses pouvoirs, c'est un skieur professionnel et un trapéziste talentueux, mais également un écrivain et un homme d'affaires accompli. Il parle couramment le français et l'anglais. À la suite de sa résurrection par la Main, il a été formé aux arts martiaux.
- En théorie, Véga est capable d'atteindre une vitesse équivalente à 99 % de la vitesse de la lumière (environ 300 000 km/s), mais les dommages engendrés à son corps par le vent et la friction ainsi générée, ainsi que l'incapacité de respirer à de telles vitesses l'empêchent d’atteindre en pratique une vitesse supérieure à Mach 10 sans qu'il se blesse[1].
- Il est de plus doté de réflexes surhumains et d’un métabolisme accéléré, ce qui lui permet de récupérer de ses blessures plus rapidement que la normale[1].
- À l'origine, lorsque Véga entrait en contact physique avec sa sœur jumelle Aurora, les deux généraient une rafale de lumière aveuglante. Ils pouvaient alors concentrer cette lumière générée en rafales de force de concussion destructrices[1]. Véga développa ensuite la capacité de se mouvoir et de voler à une vitesse surhumaine[1]. Mais, après qu'Aurora eut ses pouvoirs altérés afin de produire de la lumière toute seule, le contact entre les deux annula cette capacité. L'HYDRA lui a depuis rendu son Flash.
- Grâce à son pouvoir de vitesse, il peut éviter la plupart des attaques et survivre à des températures extrêmes.

## Morts successives
Véga meurt à trois moments distincts en moins d'un mois (dans la continuité classique et dans deux univers parallèles), entre le 16 février et le 9 mars 2005 : dans Wolverine #25, la nouvelle version de Age of Apocalypse et dans X-Men: The End. Il s'agirait toutefois d'une coïncidence[réf. nécessaire]. Il ressuscite le mois suivant dans Wolverine #26.